# Рядовка сіра
Рядовка сіра (мильна) (Tricholoma saponaceum (Fr.) Kumm.) — умовно-їстівний гриб з родини Трихоломових (Tricholomataceae).

## Будова

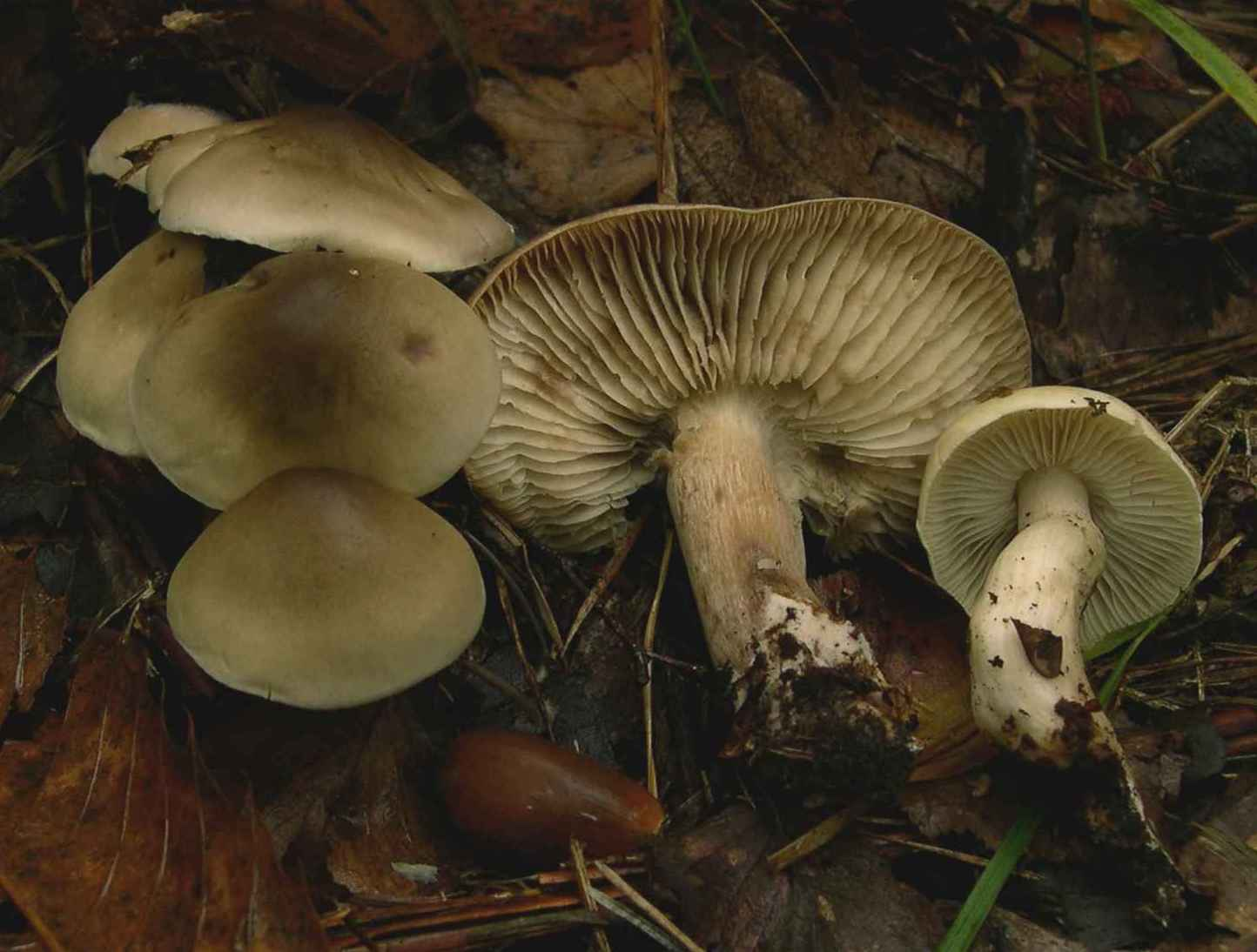

Шапка 4-9 см у діаметрі, конусоподібно- або опуклорозпростерта, сірувата, оливкувато-сірувата, часом рожевуватокоричнево-сіра, гола, іноді чорнувато- або рудувато-волокнисто-луската.
Гіменофор пластинчатий, пластинки жовтувато- або зеленувато-білі, іноді білі, згодом рудіють.
Спори 5-6 Х 3,5-4 мкм, гладенькі. Спорова маса біла.
Ніжка 5-12 Х 1-3 см, щільна, біла, потім темно-сіра, гола або волокнисто-луската.
М'якуш гіркуватий, білий, у ніжці внизу червонуватий, при розрізуванні на повітрі червоніє, особливо в ніжці, з неприємним запахом мила.

## Поширення та середовище існування
Зустрічається по всій Україні у листяних (під дубами та буками) і хвойних лісах. Росте вересні — жовтні.

## Практичне використання
Умовно їстівний гриб. В англійському джерелі його називають отруйним.